# Granadero

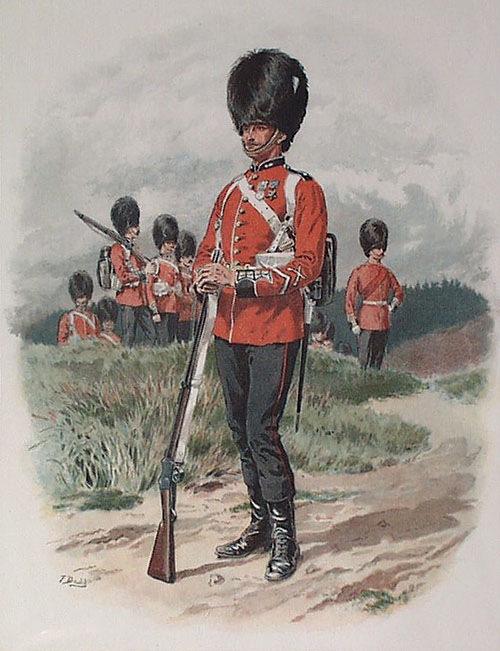
Granaderos británicos de finales del

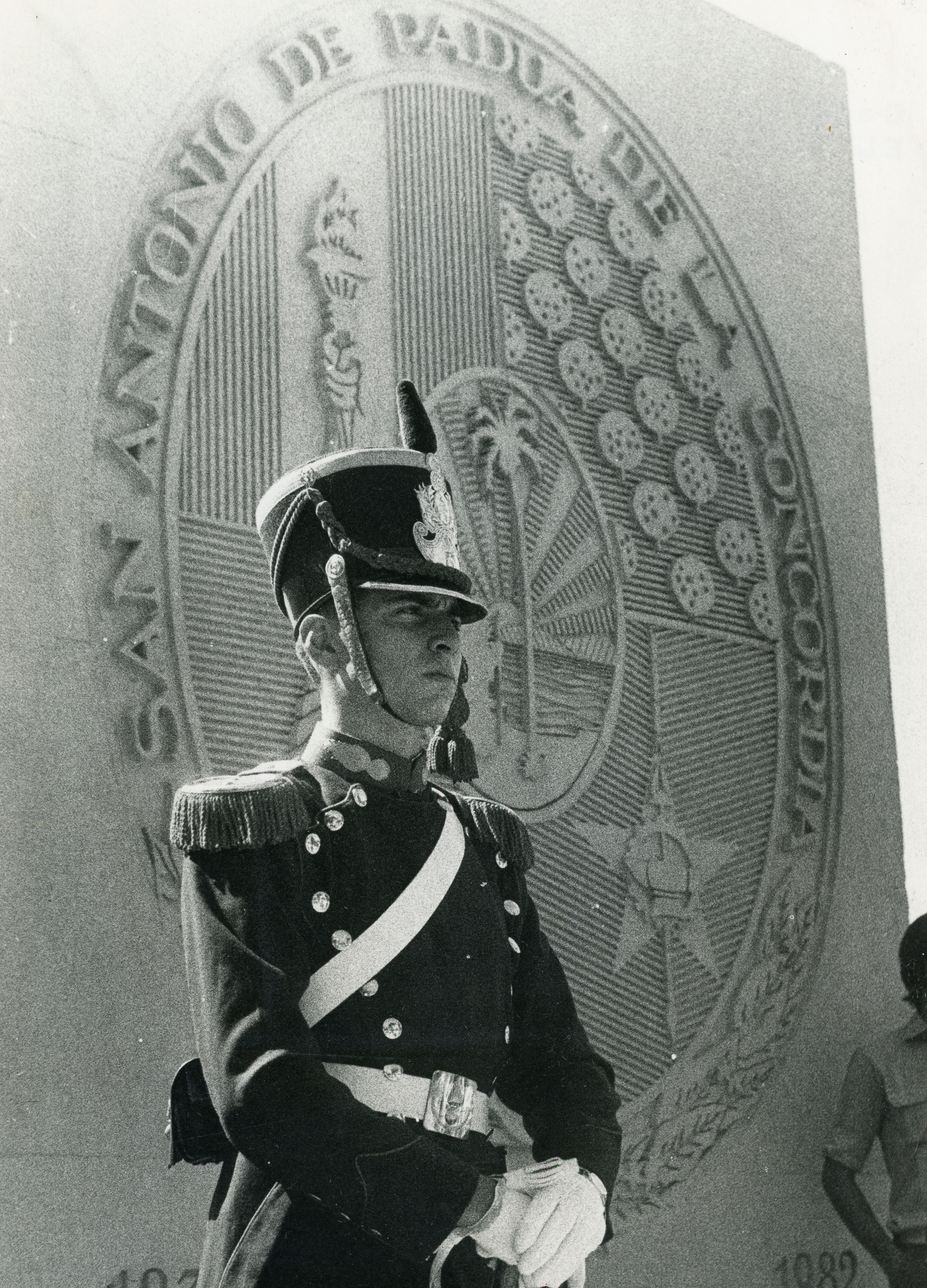
Granadero argentino a mediados de siglo xx

Un granadero es un soldado especializado cuyo empleo principal era arrojar y manejar granadas de mano. La introducción de las granadas al arsenal militar hizo estimar necesaria la creación de los granaderos, originalmente seleccionando soldados particularmente fornidos, macizos y de brazada amplia, dado su rol usualmente al frente del regimiento. Avances como la invención del lanzagranadas y posteriormente de las granadas propulsadas cambiaron el rol del granadero en batalla, en la actualidad teniendo más roles ceremoniales o de élite.

## Orígenes
Parece seguro que su origen viene del ejército francés, donde al principio tuvieron escasa reputación pero en tiempo de Luis XIV adquirieron los granaderos mayor estima. En 1667, al decir de los franceses, para desalojar al sitiado del camino cubierto en los ataques de las plazas fuertes, se eligieron por compañía cuatro hombres robustos y valientes, armados con hacha, sable y mosquete, llevando un saco de doce granadas que se llamó granadera. En 1670, se formó una compañía independiente; después se agregó una a cada regimiento y, luego, una a cada batallón, de modo que empezando entonces a usarse el mosquete con bayoneta, se armó primero de esta suerte a las compañías de granaderos que al resto de la infantería. 
Adquirieron pronto gran favor los granaderos que aceptaron todas las naciones de Europa, aunque sea digno de notarse que en 1690 confesaban ya los mismos franceses que el papel de los granaderos empezaba a declinar por causa de la utilización del fuego por descargas en detrimento de las propias granadas. De forma más alejada de Europa Occidental, se usaron soldados que serían englobados dentro de ellos, principalmente en Rusia y en el Imperio Otomano, que darían origen a la infantería moderna de morteros y bazookas, pues usaban un impreciso cañón muy pequeño al cual se le cargaba la granada y la disparaban a un máximo de 150 metros. A pesar de todo, fueron más impopulares que los granaderos, y generalmente se les usaba como unidades de auxilio a la artillería, en vez de infantería, pues de hecho rara vez se les entregaban fusiles.

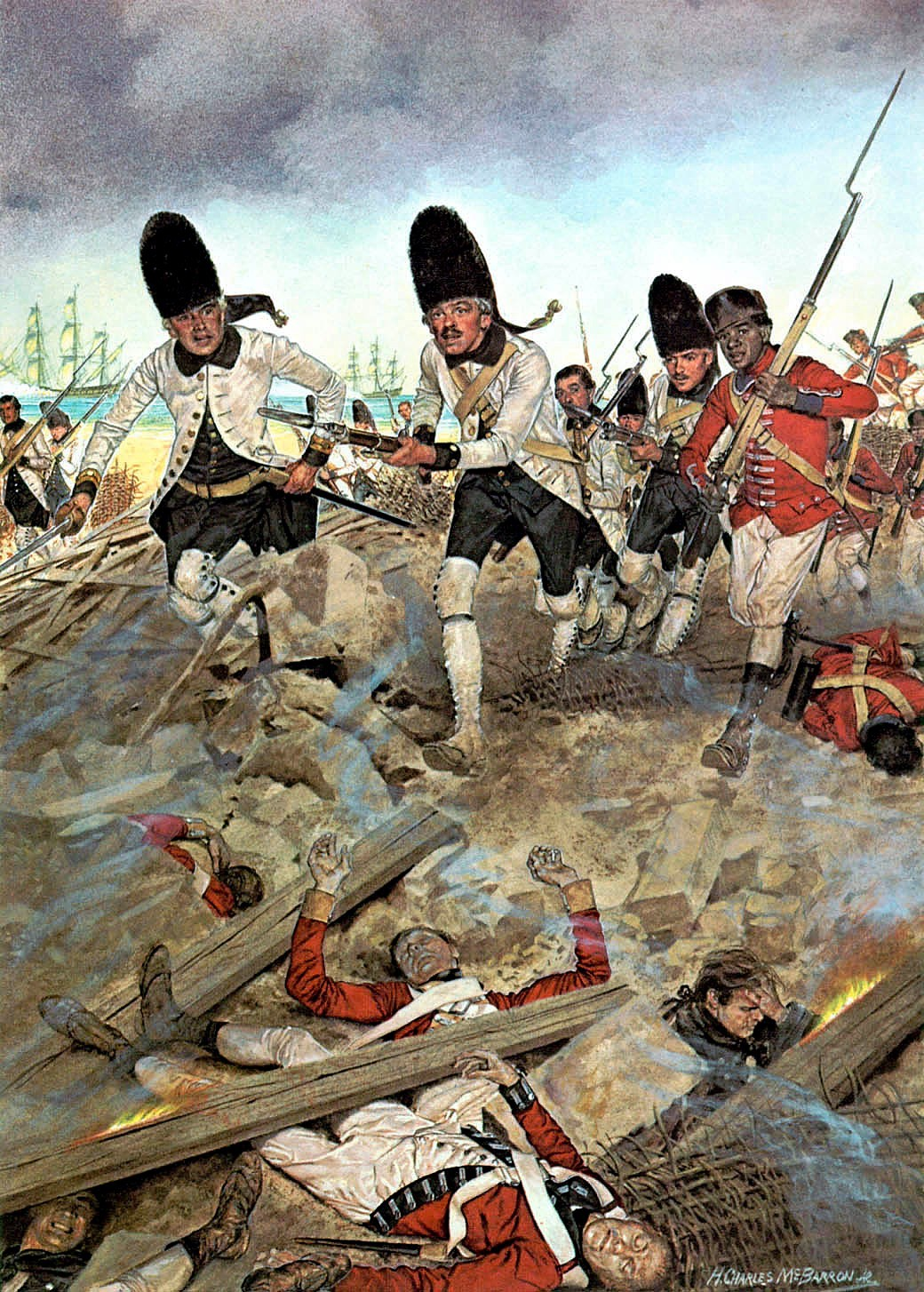
Granaderos españoles de casaca blanca en la Batalla de Pensacola.

## Desarrollo
En 1685, se mandaron organizar en España compañías de granaderos y así se recogió en la Real orden de 26 de abril de aquel año, establecida por Carlos II. Felipe V al dictar la segunda Ordenanza de Flandes de 10 de abril de 1702, constituyendo el ejército español a imitación del francés, dispuso que en cada batallón de trece compañías hubiese una de granaderos, mantenida por las compañías restantes. El capitán y los oficiales de granaderos debían haber servido con reputación y tener la edad y robustez necesarias para soportar la fatiga de marchar a pie. Y en cada compañía del batallón, el capitán de granaderos elegía los soldados que mejor le parecían para formar la suya. 
Modificada la organización de la infantería, se dispuso en 28 de septiembre de 1704 que hubiese una compañía de granaderos en cada regimiento de doce compañías y en 20 de abril de 1715, al constituirse la infantería en regimientos de dos batallones, se agregó una compañía de granaderos a cada batallón. Creada la infantería ligera en el año 1754, se organizó esta en batallones de cazadores en que no había granaderos, subsistiendo una compañía de este instituto en cada batallón de línea de igual forma que antes. En las milicias provinciales, se instituyeron soldados granaderos por orden de 1 de agosto de 1735, disponiéndose que en cada compañía hubiese quince de aquellos elegidos. Después, por una Real adición de 28 de febrero de 1736 a la Ordenanza de 31 de enero de 1734 que reorganizó las milicias provinciales, se constituyeron definitiva y permanentemente las compañías de granaderos en los regimientos de aquellas tropas de reserva, pudiendo en circunstancias determinadas subdividirse cada compañía en dos, una de las cuales formaba a la derecha y otra, a la izquierda del regimiento. Más tarde, se dispuso que en cada batallón de milicias provinciales hubiese una compañía de granaderos y otra de cazadores. 
A todo esto, los granaderos habían adquirido gran reputación y eran objeto de distinciones en todos los ejércitos de Europa, mirándose sus compañías como agrupaciones de preferencia, donde se reunía gente selecta mandada por oficiales de gran crédito. Y no contentándose con las fracciones de granaderos organizadas en Francia y otros países, Federico Guillermo III de Prusia creó un batallón de granaderos compuesto de cinco compañías sin que esto excluyera la existencia de compañías de granaderos en otros cuerpos de la infantería, las cuales solían reunirse los días de combate para formar batallones escogidos. El padre del célebre Federico II el Grande formó hacia mediados del siglo XVIII batallones de gigantes que el gran monarca utilizó luego hábilmente. 
Las distinciones y preferencias que se venían otorgando en España a los granaderos fueron confirmadas por las Ordenanzas de 1768 según puede verse en el tratado I que trata de la organización de los cuerpos de infantería. Los granaderos eran en aquella época, como lo fueron posteriormente, hombres de escogida talla. Pero conviene notar que en dichas ordenanzas se estimaba que debían ser tenidas en cuenta para su selección cualidades de índole moral además de las meramente físicas. Principios semejantes a los determinados en la Ordenanza de 1768 siguieron imperando en mucha parte del siglo XIX y a pesar de que no se comprendía bien la existencia de compañías de granaderos que no cumplían ningún fin práctico esencial, lo cierto es que la tradicional rutina continuó imponiéndose por mucho tiempo. Y como no parecía suficiente juntar los granaderos en compañías, diversas disposiciones prevenían que se reuniesen aquellos en batallones como el Real decreto de 26 de agosto de 1802 que mandó juntar las compañías de granaderos para constituir un batallón en cada brigada, el cual se disolvía cuando terminaba el ejercicio o acción para el que las brigadas fueron formadas, y el reglamento de 1 de julio de 1810 por cuyos preceptos se constituyeron permanentemente para las atenciones de la guerra de la Independencia ocho batallones de granaderos. 

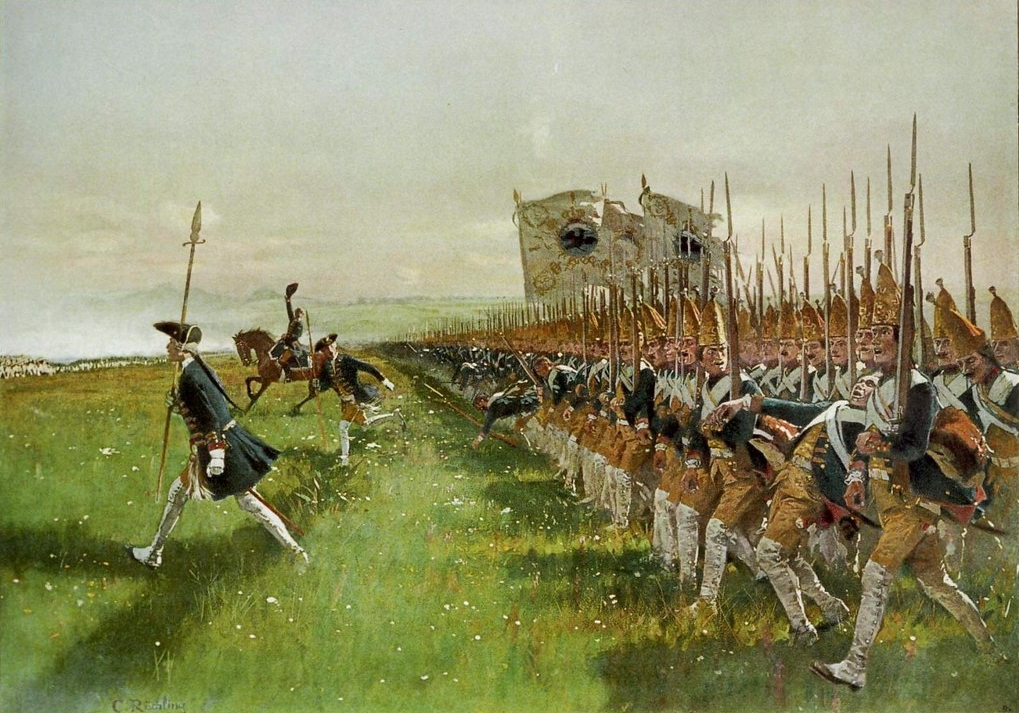
Ataque del batallón prusiano de Granaderos de la guardia en la batalla de Hohenfriedeberg, 4 de junio de 1745.

## Cuerpos de granaderos activos

### Colombia
Al servicio de la Policía Nacional.
Ante la necesidad de salvaguardar la comunidad y garantizar la convivencia ciudadana, dada la inexperiencia de La Policía Nacional en sistemas Militares, que afectaban ostensiblemente las unidades policiales y los alrededores de los cascos urbanos, fue necesario enviar a entrenarse a la Escuela de Lanceros del Ejército Nacional de Colombia a un personal de la Policía Nacional. Quienes al terminar la capacitación conformaron un Grupo de Instructores con el fin de capacitar a los miembros de dicha institución, para contrarrestar el avance delincuencial. Como consecuencia de lo anterior, la Dirección de la Policía Nacional expidió la Resolución n.º 03636 del 6 de noviembre de 1963, por la cual se crea el Curso de Granaderos, con sede en la Escuela de Policía Gabriel González ubicada en el municipio del Espinal Tolima, con el fin de preparar a los Oficiales y Suboficiales de la institución como comandantes de patrullas de combate...

### Alemania
La Compañía alemana de Granaderos del Ejército blindado (Panzergrenadier) es el rango más bajo en la rama Panzergrenadiere que presta servicio en la infantería mecanizada. Además «Granadero» es el grado inferior en el Batallón de la guardia (Wachbataillon).

### Argentina

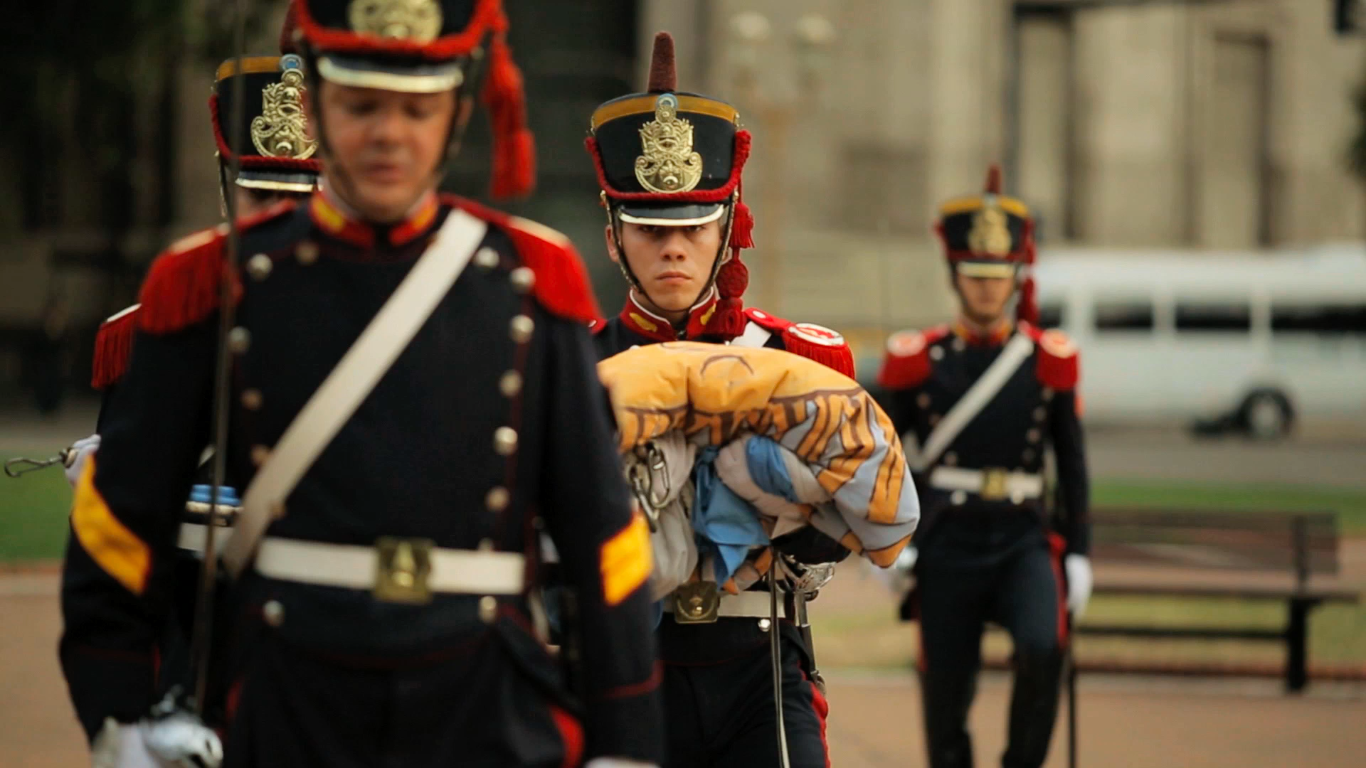
Granaderos de Argentina.

El Ejército Argentino todavía mantiene una unidad de reconocido prestigio como es el Regimiento de Granaderos a Caballo, cuenta con algo más de 1000 hombres y mantiene Destacamentos en Yapeyú, San Lorenzo, Los Talas, Casa de Gobierno y Residencia Presidencial de Olivos. Sirve como escolta presidencial y unidad de guardia ceremonial. El fundador del Regimiento y oficial al mando fue el Padre de la Patria, héroe nacional, General José de San Martín. A diferencia de la mayoría de las otras unidades que llevaron el título de «granaderos», los Granaderos argentinos son una unidad de caballería y siguen utilizando los caballos para los desfiles. Al mismo tiempo, forman parte de los actos oficiales del gobierno de la nación Argentina y a su vez, por disposición del entonces presidente José Figueroa Alcorta en 1907, recibieron la designación oficial de escoltas del Presidente de la Nación.

### Bélgica

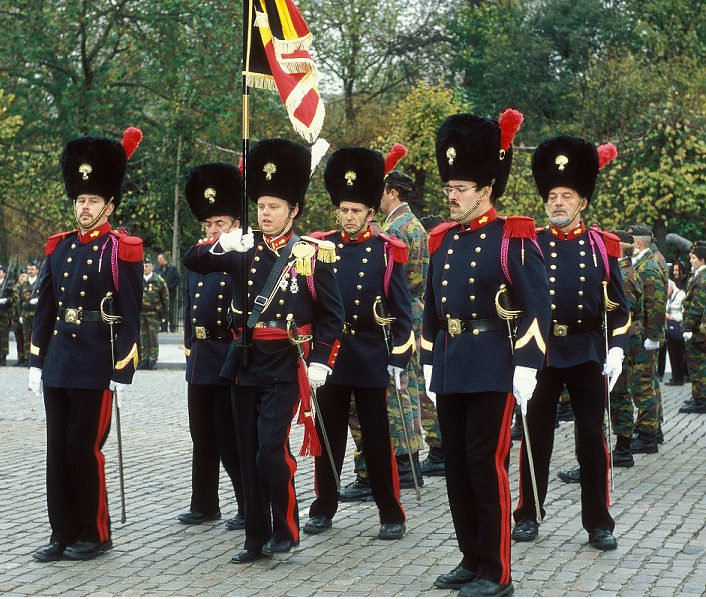
Granaderos de Bélgica.

El ejército belga conserva dos regimientos de granaderos con sede en Bruselas. Creada por primera vez en 1837 de las unidades derivadas de la infantería de línea durante la guerra de independencia, estas tropas sirvieron con distinción en ambas guerras mundiales. En tiempos de paz tuvieron un papel ceremonial sirviendo de Guardia Real.

### Canadá
El Organismo Canadiense de los Granaderos es una de las mayores unidades que sirven en la reserva de Canadá, que aún continúa en la actualidad, tanto en su papel de reserva como de guardia ceremonial en el Rideau Hall (Residencia oficial del monarca y el gobernador Canadiense), entre otros lugares de importancia simbólica.

### Chile
El Regimiento Escolta Presidencial n.º 1 «Granaderos» constituye la unidad de presentación del Ejército de Chile y tiene la misión de escoltar al Presidente de la República en las ceremonias públicas más importantes, tales como el discurso del 1 de junio, el Te Deum Ecuménico de Fiestas Patrias, la Parada Militar y el cambio de mando presidencial. El regimiento del que depende este escuadrón fue creado en 1827 y en 1840, tras la guerra contra la Confederación Perú-Boliviana (1836-1839). Recibió como premio a su actuación en dicho conflicto bélico el honor de cubrir la guardia presidencial, labor que desempeñó hasta 1862. En dicha fecha el «Granaderos» fue enviado a la zona de Angol para participar en la llamada «Pacificación de la Araucanía», permaneciendo allí hasta 1879. Luego de la Guerra del Pacífico (1879-1883), vuelve a Santiago y ocupa su cuartel frente al Palacio de La Moneda y se le destina al servicio de guardia de palacio. En 1982, el regimiento fue enviado a prestar servicio en la localidad de Putre. Finalmente en 1999 se ordena su traslado a la Guarnición Militar de San Bernardo, recibiendo, por tercera vez en su historia, la misión de escoltar al Presidente de la República y constituir la unidad de presentación del Ejército. Actualmente su cuartel se encuentra en el Campo Militar San Isidro, en la ciudad de Quillota, donde antes funcionaba la Escuela de Caballería Blindada.

### Ecuador
Los Granaderos de Tarqui son un grupo especial del Ejército ecuatoriano, que conforma la guardia de honor del presidente del Ecuador y lo escolta a pie y a caballo en las grandes ceremonias del Estado. Custodian el Palacio de Carondelet, sede del Gobierno en Quito.

### India
Los Granaderos son un regimiento del ejército de la India, antiguamente conocido como la cuarta Compañía de Granaderos de Bombay cuando formaban parte del ejército británico de la India.

### Italia
El antiguo regimiento de Granaderos de Cerdeña (Reggimento Granatieri di Sardegna) es actualmente parte de la brigada de Infantería Mecanizada con el mismo nombre en el ejército italiano. Esta unidad tiene antecedentes históricos en el Regimiento de Guardias fundado en 1659 y se compone fundamentalmente de voluntarios que prestan servicio por un año. Los Granaderos italianos desfilan en ocasiones ceremoniales. En el siglo XIX vestían uniformes azules y tocados de piel. El regimiento de Granaderos de Cerdeña es en la actualidad (2010) el regimiento de infantería del Ejército italiano con dos batallones (el primero «Assietta» y el segundo «Cengio» batallones de granaderos), y es probable que en un futuro próximo el segundo batallón se separe para volver a activar el Regimiento de Granaderos de Cerdeña.

### México
En México, los Granaderos eran unidades de policía especializadas en tareas antidisturbios y otras funciones de seguridad pública interior.

### Noruega
En el ejército noruego, el granadero (en noruego: «Grenader») se utiliza como un rango por debajo de sargento, para distinguir a los soldados profesionales de los reclutas. Los granaderos son empleados para puestos que requieren más experiencia y/o la presencia profesional. Las unidades totalmente profesionalizadas, como el Batallón de Telemark, sirven como fuerza de acción rápida en las operaciones internacionales.

### Países Bajos
El moderno Ejército neerlandés mantiene un regimiento de Granaderos de la Guardia, quienes conservan el tocado de piel de oso del siglo XIX. Este regimiento se ha fusionado con la Guardia Jager para formar los Granaderos «Garderegiment en Jagers».

### Reino Unido
Los «Guardias Granaderos» es el más antiguo de los cinco regimientos de guardias de prestigio en pie; todos éstos conservan la piel de oso como tocado originalmente asociado con granaderos.

### Suiza
En el ejército suizo se denominan Granaderos a las fuerzas especiales de élite. Se utilizan para operaciones especialmente difíciles y son instruidos en Isone, una región aislada y montañosa en el sur de Suiza. Los Granaderos suizos están especializados en guerras urbanas, guerras de guerrillas, operaciones antiterroristas, tácticas de comando, misiones de francotirador, combate cuerpo a cuerpo, y otras operaciones especiales.

## Cultura popular
Durante la Guerra de la Independencia Española, los granaderos fueron custodios y realizaron guardia de honor a la imagen de la Virgen de los Dolores en diversas poblaciones españolas, sustituyendo al arma de Artillería. Tras ella, se mantuvo la tradición y pasaron a formar parte de las cofradías de la Semana Santa Marinera, representando a aquellos Granaderos del Ejército Francés que, en uniforme de gala, daban escolta a la imagen de la Madre Dolorosa en la Procesión del Santo Entierro, así como la Agrupación de Granaderos Marrajos en Cartagena (Murcia).